# Tadeusz Klaus
Tadeusz Klaus, bürgerlicher Name Klaus Langer (* 19. Januar 1960 in Grevenbroich), ist ein deutscher Komponist.
Nach dem Abitur 1978 am Erasmus-Gymnasium in Grevenbroich absolvierte er das Studium zum Dipl.-Ing. für Ton- und Bildtechnik an der Fachhochschule und der Robert Schumann Hochschule in Düsseldorf, Hauptfach Klavier bei Ria Goetze, Chorleitung bei Heinz Odenthal, und schloss 1982 mit einer Diplom-Arbeit über Orgelakustik ab. 2007 legte er an der Hochschule für katholische Kirchenmusik in Rottenburg und beim Erzbistum Köln ein Kirchenmusik-C-Examen ab. Sein kompositorisches Schaffen umfasst neben Chormusik für den praktischen Gebrauch Kammermusik, Liedvertonungen und Oratorienwerke. Er setzt sich intensiv für die Wiederentdeckung des Harmoniums ein und initiierte im Oktober 2015 das im zweijährigen Turnus veranstaltete Europäische Harmoniumfestival, dessen künstlerischer Leiter er ist.

## Werke
- Impromptu op. 1 für Klarinette und Klavier
- Missa Omnes Nationes Iesum Christum Adorent op. 2 für 4stg. gemischten Chor und Harmonium oder Orgel
- Humoreske op. 3 für Altblockflöte und Klavier
- Zwei Nachtbilder für Caro op. 4 nach Gedichten von Conrad Ferdinand Meyer und Heinrich Heine
- Zwei Chorphantasien op. 5 über die Gedichte "Klage" und "Stufen" von Hermann Hesse für 4stg. gemischten Chor a cappella
- Gebet op. 6 Lied für mittlere Singstimme und Klavier nach einem Gedicht von Eugen Roth
- Vier Liedsammlungen für mittlere Singstimme und Klavier nach Gedichten von Heinz Erhardt:
Fünf tierisch-satirische Lieder op. 7
Fünf tierisch-tragische Lieder op. 8
Fünf tierisch-dramatische Lieder op. 9
Fünf tierisch-lyrische Lieder op. 10
- Zwei Miniaturen (Der Tod – Die Liebe) op. 11 für mittlere Singstimme und Klavier nach Gedichten von Matthias Claudius
- Petite Suite Noëlienne op. 12 für Querflöte solo
- Lukas-Passion op. 13 für Chor, Orchester, Bariton, Sprecher und Harmonium (UA Düsseldorf, 28. März 2010)
- Ukrainische Bilder op. 14 für Klarinette, Violoncello und Harmonium
- Acht Paraphrasen über ein Gedicht aus Goethes "Wilhelm Meisters Lehrjahre" op. 15 für Oboe und Harmonium
- Psalmkantate über den 1. Psalm "Wohl dem, der nicht wandelt" op. 16 für Bariton, Chor, Orchester und Harmonium (UA Stuttgart, 25. März 2018)
- Die Weihnachtsgeschichte op. 17 für Solistenquartett, Chor, Klarinette, Violoncello, Harfe und Harmonium (UA Leichlingen, 13. Dezember 2015)
- Kleinigkeiten op. 18 für Saugwind-Harmonium
- …tourner… op. 19 für Querflöte und Bassklarinette
- Leise Lieder op. 20 für mittlere oder tiefe Singstimme und Harmonium (Saugwind) nach Gedichten von Christian Morgenstern
- Vormittag-Skizzenbuch op. 21 für Singstimme, Altquerflöte in G, Bassklarinette in B, Violoncello und Harmonium (Saugwind) nach Gedichten von Christian Morgenstern
- Tay-Fragmente op. 22 für Harmonium solo (Saugwind)
- Friedensreich-Kantate op. 23 nach Texten aus Jesaja für Soli SATB, Chor SATB und Orchester (2Fl 2Ob 2Trp Pk Streicher) (UA Düsseldorf, 18. November 2018)
- Requiem op. 24 für Alt- oder Bariton-Solo, Chor SATB, Harmonium und Klavier (UA Eskilstuna, Schweden, 4. November 2018)
- Pater noster op. 25 für Chor SATB und Kammerorchester (Fl Ob Fag Streicher) oder Chor a cappella (UA Düsseldorf, 18. November 2018)
- Magnificat und Nunc dimittis op. 26 für Chor SATB, ein Melodieinstrument und Harmonium
- Gute-Nacht-Liedchen für Fiona op. 27 für Singstimme und Harmonium (Saugwind) nach Gedichten von Christian Morgenstern
- "Sozusagen grundlos vergnügt" Chorphantasie op. 28 über ein Gedicht von Mascha Kaléko für 4stg. gemischten Chor a cappella
- Zwei Gedichte von Mascha Kaléko op. 29 für 3stg. Frauenchor und Physharmonika
- "Waldluft" op. 30 Drei Gedichte von Christian Morgenstern für hohe Singstimme und Harmonium (Saugwind)

Alle Werke erscheinen im Eigenverlag. Zu den Liedkompositionen liegt eine umfangreiche Aufnahme auf CD vor.